# Valldeperes (Pontils)
|  | Aquest article tracta sobre el poble del municipi de Pontils. Vegeu-ne altres significats a «Valldeperes». |

Valldeperes és un petit nucli de població agregat a Pontils (Conca de Barberà). És un conjunt d'unes poques cases i la seva església, dedicada a la Mare de Déu de l'Esperança, a 670 m d'altitud. Domina una gran vall de terra vermella dedicada als cereals. Es troba just a sobre de la carretera Pontils a la Llacuna.
El 25 de setembre de 2022 el programa En Guàrdia de Catalunya Ràdio dedicà un programa monogràfic a Valldeperes durant la Guerra Civil espanyola.